# Грасс, Гюнтер
Гюнтер Вильгельм Грасс (нем. Günter Wilhelm Grass; [ˈɡʏntɐ ˈɡʀas]; фамилия при рождении Graß; 16 октября 1927, Вольный город Данциг (ныне Гданьск) — 13 апреля 2015, Любек, Германия) — немецкий писатель, скульптор, художник и график. Лауреат Нобелевской премии по литературе 1999 года.
Грасс был членом объединения немецкоязычных авторов «Группа 47» (нем. Gruppe 47). Благодаря дебютному роману «Жестяной барабан» (нем. Die Blechtrommel) (1959 год) получил международное признание как выдающийся немецкий писатель послевоенного периода.
Творчество Грасса и его роль как писателя и представителя интеллигенции, активно участвующего в политической жизни, были и остаются предметом глубоких исследований и продолжают вызывать неослабевающий интерес читателей и СМИ как в Германии, так и во всём мире. Главной мотивацией для Грасса была утрата его родного города Данцига и осмысление опыта нацизма, что нашло отражение практически во всех его произведениях. Благодаря своей известности и популярности, он публично комментировал политические и общественные события. Много лет активно участвовал в предвыборных кампаниях СДПГ и немецкой партии Зелёных. Его книги переведены на целый ряд языков, некоторые из произведений экранизированы. Кроме Нобелевской премии по литературе 1999 года Гюнтер Грасс удостоен множества других наград.

## Биография

### Происхождение
Отец Гюнтера Грасса, Вильгельм Грасс (1899—1979), немец по происхождению, был протестантом, торговцем продовольственными товарами; мать, Хелена Грасс (урожд. Кнофф, 1898—1954), — кашубка католического вероисповедания. Сам Грасс называл себя кашубом. Сестра Вальтрауд родилась в 1930 году. Детство писателя прошло в Данциге (ныне Гданьск) в достаточно обеспеченной семье. У родителей была своя бакалейная лавка, совмещённая с жилыми помещениями, в городском районе Лангфур, ныне Гданьск-Вжещ (пол. Gdańsk Wrzeszcz). Вжещ упоминается в романе «Жестяной барабан». Воспитывался матерью в католической вере и подростком исполнял обязанности министранта, прислуживая священнику во время католической мессы.
Несколько лет учился в известной Данцигской гимназии Конрадинум (Conradinum). Как большинство его сверстников, был членом гитлерюгенда. В 1943 году, в возрасте 16 лет, Грасс был помощником по обслуживанию зенитных батарей ПВО («помощник ПВО люфтваффе»; Luftwaffenhelfer): призыву подлежали ученики старших классов в возрасте 15—17 лет, а с 1944 года — и учащиеся промышленных и коммерческих училищ; в 1944 году отбывал обязательную для юношей шестимесячную трудовую повинность в Рейхсарбайтсдинст: Имперской службе труда (нем. Reichsarbeitsdienst).

### Юность и служба в ваффен-СС
В 1944 году, за несколько дней до своего 17-летия, Грасс добровольно решил пойти на службу в вермахт, подав заявление с просьбой зачислить его в кригсмарине на подводную лодку: как он писал в «Луковице памяти», чтобы «преодолеть ограниченность» мещанского семейного быта, — для юноши это была «социальная западня. Здесь всё стесняло». В августе 2006 года агентство Reuters писало в связи с публичным признанием нобелевского лауреата о своём прошлом, что он стремился «вырваться из тюремного заточения, в котором ощущал себя в родительском доме». Кроме того, нацистская пропаганда внедряла в сознание молодёжи героические, патриотические идеи войны, «фронтового братства», идею исторической миссии Германии, умалчивая о величайших злодеяниях нацистов.
На флот его не взяли, но 10 ноября 1944 года (в возрасте 17 лет) он был призван на службу в ваффен-СС, 10-ю танковую дивизию СС «Фрундсберг» (нем. Die 10. SS-Panzer-Division „Frundsberg“).
20 апреля 1945 года был ранен под немецким городом Шпрембергом во время Шпремберг-Торгауской операции (одна из последних операций советских войск на Европейском театре военных действий, часть Берлинской наступательной операции) и 8 мая 1945 года взят в плен под Мариенбадом (ныне Марианске-Лазне, Чехия) американскими войсками Антигитлеровской коалиции. Находился в американском лагере для военнопленных в городе Бад-Айблинге в Баварии до 24 апреля 1946 года.
В автобиографическом повествовании «Луковица памяти» (нем. Beim Häuten der Zwiebel), написанном в 2006 году, Грасс впервые публично признал, что служил в войсках СС. С октября 2014 года в Доме-музее Гюнтера Грасса в Любеке действует постоянная экспозиция «Солдат Грасс», созданная ещё при жизни писателя. В мультимедийной инсталляции можно увидеть, например, маршруты танковой дивизии СС, в которой он служил, «Дело военнопленного Гюнтера Грасса» и фотографии молодого Грасса в 1944 году в форме Имперской службы труда Рейхсарбайтсдинст. В одной из витрин выложен оригинал манускрипта «Луковицы памяти», показывающий процесс написания этого произведения. Записки из дневника немецкого издателя Клауса Вагенбаха, датированные 1963 годом, подтверждают, что уже тогда Грасс говорил ему о своей службе в СС.

### Образование и семья
В 1947—1948 году Грасс на практике обучался профессии каменотёса в Дюссельдорфе. Затем изучал графику и скульптуру в Дюссельдорфской академии художеств по классу Йозефа Магеса и Отто Панкока. Зарабатывал на жизнь швейцаром в кафе «Цум Чикос» (Zum Csikós) на Андреаштрассе в центре Дюссельдорфа Дюссельдорф-Альтштадт, вместе со своим товарищем по академии Хербертом Цангсом, впоследствии известным художником. В годы войны Цангс служил в люфтваффе. В романе «Железный барабан» Грасс использовал его как прототип своенравного художника Ланкеса. В 1953—1956 годах Грасс продолжил образование в Берлинском университете искусств (ныне Берлинская академия искусств) у скульптора Карла Хартунга (Karl Hartung, 1908—1967, немецкий скульптор-абстракционист, председатель Немецкого союза художников). Затем уехал в Париж, где жил до 1959 года. Вернувшись в 1960 году в Берлин, до 1972 года проживал в районе Берлин-Фриденау (в городском округе Берлина Темпельхоф-Шёнеберг). С 1972 до 1987 года жил в городке Вевельсфлет в земле Шлезвиг-Гольштейн.
В 1954 году женился на Анне Маргарете Шварц, швейцарской студентке балетного училища. У них родилось четверо детей. В период от начала 1956 до начала 1960 года Грасс с женой проживали в Париже и временами в городе Веттингене в Швейцарии. Тогда и была создана рукопись «Жестяного барабана». Там же в 1957 году родились близнецы Франц и Рауль. После возвращения в Берлин в 1961 году родилась дочь Лаура, а в 1965 — сын Бруно. В 1972 году Гюнтер и Анна Грасс расстались, но официальный развод оформили только в 1978 году. Актриса Хелена Грасс (род. в 1974 году) — дочь Гюнтера Грасса и архитектора и художницы Вероники Шрётер (1939—2012), с которой у Грасса были долгие близкие отношения в 70-е годы. В 1979 году родилась Неле Крюгер, дочь Грасса и преподавательницы Ингрид Крюгер. В том же году Грасс женился во второй раз, его женой стала органистка Ута Грунерт, у которой уже было два сына от её первого брака: Мальте и Ханс. В автобиографическом романе «Фотокамера. Истории из тёмной комнаты» Грасс пишет о шести родных детях и о сыновьях Уты Грунерт как о своих восьми детях. С августа 1986 до января 1987 года Гюнтер Грасс вместе с Утой Грунерт проживал в Индии, главным образом в Калькутте. Ута Грунерт была женой Грасса вплоть до его кончины. К моменту смерти у него было 18 внуков.

### Годы литературного творчества и политическая деятельность Грасса
В 1956—1957 годах в Штутгарте и в Берлине состоялись первые выставки скульптурных и графических работ Грасса. Одновременно он начал заниматься литературой. В 1956 году дебютировал как лирический поэт, в 1957 — как автор театральных пьес и балетных либретто. К 1958 году он успел написать рассказы, стихи и пьесы, которые сам относил к поэтическому театру или к театру абсурда. В 1959 году вышел в свет его первый роман «Жестяной барабан», написанный во время пребывания во Франции и в Швейцарии. Это был своего рода прорыв в литературе, который сумел совершить 31-летний писатель.
В ноябре 1971 года Грасс посетил Израиль, участвуя в Неделе немецкой культуры в Тель-Авиве, и получил аудиенцию у премьер-министра Голды Меир.
Десятки лет Грасс поддерживал Социал-демократическую партию Германии (СДПГ) в ходе предвыборной борьбы, писал речи, в том числе для Вилли Брандта, с которым у писателя были хорошие личные отношения. Но членом СДПГ он стал только в 1982 году.
В 1974 году Грасс порвал с Католической церковью (в знак протеста против её позиции в полемике вокруг проблемы абортов и отмены § 218 УК Западной Германии, устанавливающего уголовную ответственность за искусственное прерывание беременности).
Совместно с Генрихом Бёллем, Каролой Штерн и другими публицистами и журналистами издавал ежеквартальный литературно-политический журнал «L’80 (Demokratie und Sozialismus. Politische und literarische Beiträge)», посвящённый вопросам демократии и социализма. Результатом сотрудничества с джазовым музыкантом-ударником Гюнтером Зоммером (нем. Günter Sommer), которое началось в 1985 году, стал ряд аудиозаписей, на которых писатель читает отрывки из своих произведений под перкуссионную музыку в исполнении Зоммера.
В 1997 Грасс основал «Фонд Отто Панкока в пользу цыганского народа», который присуждает премию Отто Панкока за активную деятельность на благо цыган синти и рома, учреждённую Грассом в честь своего учителя.
Грасс был одним из тех, кто подписал Франкфуртское заявление по поводу реформы правописания (нем. Frankfurter Erklärung zur Rechtschreibreform) в 1996 году. Грасс всегда, даже в поздних произведениях, использовал дореформные правила немецкого правописания.
В 1990 году высказался против воссоединения Германии (Федеративной Республики Германия и ГДР), за создание конфедерации обоих государств.
В 1999 году в возрасте 72 лет Гюнтер Грасс был удостоен Нобелевской премии по литературе за своё творчество. Как отметила Шведская королевская академия наук, премия Грассу присуждена за то, что его «игриво-мрачные притчи рисуют забытое лицо истории» («whose frolicsome black fables portray the forgotten face of history»). Грасс стал первым за 27 лет немецким писателем, получившим эту премию. В 1972 году её был удостоен Генрих Бёлль.
В 2005 году Грасс основал авторский кружок «Любек 05» (нем. Lübeck 05) («Любекские литературные встречи»).
Грасс активно выступал против производства и использования атомной энергии, например на чтениях, прошедших перед немецкой АЭС Крюммель недалеко от Гамбурга в апреле 2011 года.
С 1995 года и вплоть до своей кончины Гюнтер Грасс жил в земле Шлезвиг-Гольштейн в небольшом городке Белендорф, который входит в состав района Герцогство Лауэнбург, недалеко от районного центра Ратцебург и примерно в 25 км к югу от Любека. В Любеке находится Дом-музей Гюнтера Грасса, где собрана бо́льшая часть оригиналов его литературных и художественных произведений.
Гюнтер Грасс скончался 13 апреля 2015 года в возрасте 87 лет в клинической больнице города Любека от лёгочной инфекции. Похороны прошли в тесном семейном кругу 29 апреля 2015 года. Могила писателя находится на кладбище городка Белендорф, где Грасс прожил много лет. 10 мая 2015 года в городском театре Театр Любека состоялись поминальные торжества, на которых присутствовал тогдашний федеральный президент Германии Йоахим Гаук, уполномоченная федерального правительства Германии Моника Грюттерс и мэр Гданьска Павел Адамович, который сказал, что Гюнтер Грасс «выстроил мост через пропасть между Германией и Польшей» и поставил ему в заслугу «нежелание идти на компромиссы». С траурной речью выступил американский писатель и сценарист, обладатель премии «Оскар» Джон Ирвинг. В знак траура и памяти в этот день были приспущены флаги на всех официальных зданиях земли Шлезвиг-Гольштейн.

## Творчество Грасса и его воздействие

### Мотивация и роль автора политически направленных произведений
Творчество Грасса можно определить как «борьбу с забвением» и попытку осмыслить утрату им своей родины — Данцига. В его произведениях центральной темой является проблема нацизма и его последствий для Германии. Как правило, его литературные произведения относят к движению немецкой творческой интеллигенции, получившему название «преодоление прошлого» (нем. Vergangenheitsbewältigung). Даже в тех произведениях Грасса, действие которых происходит в послевоенные годы (например, «Траектория краба» — нем. Im Krebsgang, 2002), рассматривается тема забвения и тема вины, но в то же время ставится под сомнение, например в апокалипсическом романе «Крысиха» (нем. Die Rättin, 1986), надёжность личных воспоминаний и коллективной памяти.
Ребекка Браун отметила, что в литературно-художественных произведениях и политических статьях Грасса, написанных после 1970 года, автор стремится к тому, чтобы своё многолетнее присутствие в публичной медиальной сфере привести в соответствие со своими автопортретами, сознательно вставленными им в литературные произведения. Подобное мнение высказывает и Моника Шафи, говоря о характерной для всего творчества Грасса тенденции сознательного использования автобиографических аспектов и одновременного их завуалирования.
Стюарт Табернес констатирует в «Cambridge Companion to Günter Grass», что все его творчество в целом пронизывает демократическая тенденция, движимая отходом Грасса от юношеского восхищения национал-социализмом; Грасс перенёс свой личный опыт на несостоятельность всей нации, избегая при этом однозначных и односторонних утверждений: «As with all of Grass’s work, and testament to the essentially democratic tenor of his literary texts, artistic endeavours, essays and speeches, Peeling the Onion tenders an invitation to its reader to think in shades of grey rather than in black and white».

### Проза

#### Данцигская трилогия
В «Данцигскую трилогию» вошли роман «Жестяной барабан» (Die Blechtrommel, 1959), новелла «Кошки-мышки» (Katz und Maus, 1961) и роман «Собачьи годы» (Hundejahre, 1963).

##### «Жестяной барабан»
Первый роман Грасса «Жестяной барабан» (1959) относят к «плутовским романам», одним из основоположников которых был Ганс фон Гриммельсгаузен, автор плутовского романа «Похождения Симплициссимуса». Роман написан необычным сюрреалистически-гротескным языком, который стал отличительной чертой неповторимого стиля Грасса. Главным героем является инфантильный оригинал Оскар Мацерат. В три года он решает больше не расти, испытывая отвращение к мещанскому быту взрослых. Теперь он наблюдает за ним снизу, с «позиции ребёнка» или из-под трибун. Благодаря своему жестяному барабану, он может рассказывать о событиях, в которых не был непосредственным участником, например о зачатии его матери Анны. В гротескных сценах романа Грасс описывает реальные исторические события как в довоенном Данциге, так и в нацистской Германии, а также в послевоенные годы. Грасс был одним из первых немецкоязычных писателей, открыто говоривших о нацизме, о вине немцев, в том числе и индивидуальной вине и ответственности, и об осмыслении этой вины вместо «попыток поверхностного вытеснения прошлого». Кроме того, через его книги в мировую литературу впервые вошла Кашубия, западнославянская этническая территория кашубов на северо-западе Польши.
За этот роман Грасс уже в 1958 году, после чтений им отрывков из ещё неопубликованной рукописи, удостоился премии «Группы 47», в которую он входил с 1957 года. В 1960 году жюри Литературной премии Свободного ганзейского города Бремена хотело присудить свою премию роману «Жестяной барабан», но этому воспротивился сенат Бремена, заявив, что «невозможно присудить эту премию автору, книга которого в скором времени уже может быть внесена в список запрещённых книг». Это вызвало бурю протестов. В числе тех, кто обратился с письмами в Сенат Бремена, были также известные немецкоязычные писатели Ингеборг Бахманн и Пауль Целан, удостоенные этой премии в 1957 году и в 1958 году соответственно.
В 1979 году роман был экранизирован западногерманским режиссёром Фолькером Шлёндорфом. Фильм «Жестяной барабан» удостоен «Золотой пальмовой ветви» 32-го Каннского кинофестиваля (разделил этот приз с картиной «Апокалипсис сегодня» Копполы) и премии «Оскар» как лучший фильм на иностранном языке, а также премии «Золотая чаша» как лучший немецкий фильм 1979 года и премии Лос-Анджелесской ассоциации кинокритиков 1980 года. Вызвав в своё время небывалый скандал, сегодня «Жестяной барабан» считается одним из самых выдающихся фильмов немецкой новой волны в истории кинематографа.

##### «Кошки-мышки»
Вторая книга будущей трилогии — гротескная новелла «Кошки-мышки» (1961), действие которой тоже происходит в Данциге в годы Второй мировой войны. Повествует об истории подростка Йоахима Мальке. Здесь Грасс снова прибегает к гротеску. Новелла сначала также вызвала скандал: в 1961 году министр труда, народного благосостояния и здравоохранения земли Гессен, в основном из-за описанной в романе сцены онанизма, поручил соответствующему федеральному органу надзора внести роман в список запрещённых книг в связи с аморальным содержанием. Но запрос был отозван в результате последовавших протестов общественности и других писателей. Роман продолжает тему оболванивания молодёжи нацистскими лозунгами, не снимая с молодых людей их вины. Местом действия опять выбран Данциг, а героями — подростки, члены молодёжных нацистских организаций в годы Второй мировой войны. Трагизм событий обусловлен атмосферой милитаристской пропаганды, воспитанием в духе национал-социалистических идей Третьего рейха молодого поколения, которое в конечном итоге было принесено в жертву «фатерлянду».

##### «Собачьи годы»
Через два года вышел роман «Собачьи годы» (нем. Hundejahre, 1963), последняя книга Данцигской трилогии. Действие этого романа-гротеска происходит в те же годы, что и «Жестяной барабан». Это период перед приходом к власти национал-социалистов, время нацизма, война, атмосфера разрушенной послевоенной Германии, «экономическое чудо» и ложное, выставленное на показ «покаяние». В романе все получает политический подтекст: танцы на снегу, одушевлённые вещи и люди-предметы, огородные пугала, производство которых наладил фабрикант Брауксель, мельник Матерн — предсказатель будущего по мучным червям, коричневые униформы роботов и др. Через все повествование проходит «собачий мотив»: история пса Принца. Сцена, когда приглашённым к фюреру разрешено видеть не его, а только его собаку, свидетельствует о том, насколько по-собачьи покорны были немцы, бездумно воспринимавшие нацистскую пропаганду. «История Принца становится основной нитью, скрепляющей разрозненные части сложной конструкции романа, активным элементом повествования, особенно в эпизодах, повествующих о бегстве собаки из гитлеровского бункера, её скитаниях по Германии последних дней войны. Этот мотив звучит в сопровождении трагически-абсурдных аккордов бессмысленной гибели немцев, которым фюрер завещал… собаку. Гитлер и его любимый пёс как бы меняются местами, уже не бесноватый ефрейтор правит Германией, а его собака, и кровопролитные бои немцы ведут… ради пса. Годы нацистской диктатуры предстают в романе как собачьи годы, а жизнь немцев при фашизме — как собачья жизнь».

Исследователь творчества Грасса И. В. Млечина пишет: «Структура романа такова, что в ней находят место и элементы сказки, саги или легенды, скетчи и жанровые сценки, анекдоты и плутовские истории, притчи и пародия, диалог и миниатюры (на эту специфическую черту композиции романа обращал внимание известный критик Марсель Райх-Раницкий). Как и многие современные романисты, Грасс исходит из убеждения, что сложную, полную противоречий эпоху невозможно передать в „гладкой“ форме „старого романа“ с его плавным изложением событий, последовательным переходом от прошлого к настоящему, „всевидящим рассказчиком“, который всё знает о своих героях, и т. п. Тем не менее в „Собачьих годах“, как и в „Жестяном барабане“, ощущается связь с традиционным романом, в частности с классическим немецким романом воспитания, хотя преимущественно в пародийной форме. Сам Грасс отмечает, в частности, связь „Жестяного барабана“ с „Симплициссимусом“, с такими романами воспитания как „Вильгельм Мейстер“ Гёте и „Зелёный Генрих“ Готфрида Келлера, подчёркивая, по словам К. Л. Танка, что решающее влияние на него оказал Герман Мелвилл с его „тягой к предметам“, с его „Моби Диком“. В другом месте он ссылается на влияние Джойса. В романах Грасса традиционные повествовательные элементы сочетаются с современной техникой монтажа (и здесь правильно было бы упомянуть прежде всего Дос Пассоса), объединяющей разностильные и разнохарактерные компоненты, с чередованием временных плоскостей, исключающих „линейное“ изложение событий, с „потоком сознания“, внутренним монологом и т. д. Приверженность конкретно-чувственному миру, обилию предметных реалий соединяется с невероятными порождениями фантазии, аллегорическими элементами и абстрактными символами, с неожиданными комбинациями страшных и шутовских эпизодов».

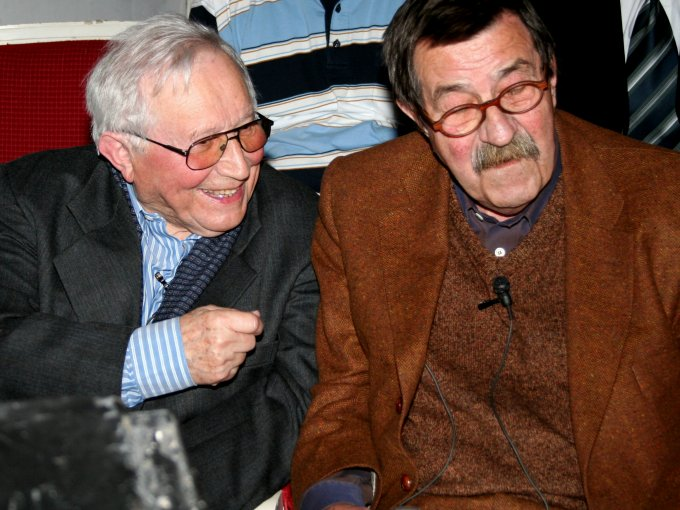
С польским поэтом Тадеушем Ружевичем, 2006

#### «Плебеи репетируют восстание. Немецкая трагедия»
В 1966 году вышло в свет произведение Грасса, которое стало его самой известной театральной пьесой: «Плебеи репетируют восстание» (нем. Die Plebejer proben den Aufstand). Тема пьесы — экономические выступления рабочих в июне 1953 года в Восточном Берлине, переросшие в политическую забастовку против правительства ГДР по всей стране, и роль в этих событиях марксистской интеллигенции. Находясь летом 1953 года в Берлине вместе со своей будущей женой Анной Шварц, Грасс был непосредственным свидетелем тех событий. Главная фигура «Шефа» носит черты Бертольта Брехта. Однако Грасс всегда предупреждал о недопустимости рассматривать эту пьесу как антибрехтовскую.

#### «Под местным наркозом»
Роман Грасса «Под местным наркозом» вышел в 1969 году (нем. «örtlich betäubt») (авторское написание названия — с маленькой буквы). Роман создан в период, когда Грасс стал активно участвовать в политической жизни. Он горячо поддерживал программу социал-демократов во главе с будущим канцлером Вилли Брандтом, включившись в их предвыборную кампанию. В книге автор заставляет разных людей выступать носителями его собственных (анархических и социал-демократических) политических взглядов. Писатель стремится понять левый фанатизм студенческого движения и умеренность старшего поколения. Это было первое произведение, посвящённое Грассом актуальной теме (студенческому движению) на фоне продолжающихся общественных дискуссий о преодолении индивидуальной и коллективной вины. До сих пор он в своих книгах занимался в основном осмыслением событий прошлых лет. В США книга вызвала эйфорию, но в Германии критика была скорее сдержанной.

#### «Из дневника улитки»
«Из дневника улитки» (нем. Aus dem Tagebuch einer Schnecke, 1972) — сочетание автобиографического отчёта о работе в предвыборной кампании СДПГ и истории некоего Германа Отта, его деятельности и осуждения при нацистах.

#### «Камбала» и другие произведения
Интересны романы «Камбала» (Der Butt, 1977), «Встреча в Тельгте» (Das Treffen in Telgte, 1979), «Вымыслы» (Kopfgeburten, 1982), «Крыса» (Die Rättin, 1985).
Перу Грасса принадлежат многочисленные эссе и статьи, множество стихов и ряд драматических произведений.

### Общественный резонанс на признание Грасса о службе в ваффен-СС
В августе 2006 года в Германии вокруг имени Гюнтера Грасса и его моральной роли в послевоенной Германии разгорелся скандал. Писатель признался в том, что в молодости состоял в рядах ваффен-СС. В то время, по словам Грасса, он воспринимал эту организацию как космополитические элитные войска, а в двойных рунах в петлицах униформы ваффен-СС не видел ничего предосудительного. Грасс заявил, что во время службы в ваффен-СС он не совершал военных преступлений и не сделал ни единого выстрела.
Скандальное откровение Грасса вызвало общественный резонанс и побудило его к написанию мемуаров. «Луковица памяти» увидела свет в 2006 году. В книге сплелись реальные факты из жизни писателя и апокрифические эпизоды (например, совместное выступление Гюнтера Грасса с Луи Армстронгом или игра в кости — предположительно, с Йозефом Ратцингером во время совместного пребывания в американском лагере для военнопленных). «Луковица памяти» — не первое произведение, где вместо фиктивного рассказчика выступает сам Гюнтер Грасс. Подобный приём был использован в книге «Из дневника улитки» в 1972 году.
Своеобразным продолжением автобиографического цикла стала книга Грасса «Фотокамера. Истории из тёмной комнаты» (2009). Это семейная хроника Грасса, все персонажи которой легко узнаваемы, невзирая на подмену имён.
Зимой 2009 года увидел свет следующий том автобиографического цикла Грасса под названием «По пути из Германии в Германию» — это реальный дневник писателя за 1990 год.
8 апреля 2012 года Израиль объявил Гюнтера Грасса персоной нон грата за обнародование стихотворения под названием «То, что должно быть сказано», в котором тот резко критиковал Израиль за угрозу превентивной войны в отношении Ирана из-за его ядерной программы и напомнил, что у самого Израиля имеется созданное в тайне ядерное оружие. Формальным поводом для этого решения стала служба писателя в частях СС — по законам Израиля это является пособничеством нацизму и основанием для отказа во въездной визе. В связи с данным скандалом Грасс пояснил, что к Израилю в целом он испытывает глубокую симпатию и его ошибка состоит в том, что он писал про Израиль в целом, а не про нынешнее израильское правительство. Он заявил, что не встал на сторону Ирана, а призывал международное сообщество контролировать обе стороны конфликта, и выразил удивление тому, что, хотя он получил много писем поддержки и одобрения его позиции, немецкая пресса посчитала возможным дать высказаться только его критикам. Бывший посол Израиля в Германии Ави Примор, хотя и негативно отнёсся к стихотворению Грасса, но назвал решение министерства внутренних дел Израиля преувеличенным и популистским и сказал, что нет никаких оснований считать Грасса антисемитом. Еврейская община Германии также посчитала действия властей Израиля чрезмерными.
Через два месяца Грасс опубликовал другое стихотворение актуальной политической тематики «Стыд Европы», обвиняя на этот раз Европу и «международных ростовщиков» в нападках на Грецию. Напоминая немцам что «Они своим оружием ранили благословлённую островами страну, неся вместе со своими мундирами Гёльдерлина в ранце» он завершает «В маразме ты сморщишься без страны, дух которой тебя, Европа, создал». Работа над мемуарным циклом продолжалась и позже.
В 2013 году писатель заявил, что больше не будет писать романы: закончить ещё одно большое произведение, работа над которым занимает пять-шесть лет, ему не позволят возраст и здоровье. В основном он занят тем, что пишет картины акварелью. Последнее произведение Грасса «Vonne Endlichkait», заявленное как «литературный эксперимент, соединяющий в себе поэзию и прозу», было завершено за три дня до смерти писателя и вышло в свет посмертно в августе 2015 года.

## Цитаты Грасса из его Нобелевской речи
В ужасе мы наблюдаем, что капитализм, с тех пор как его брат социализм объявлен мёртвым, страдает манией величия…
Подобно тому как Нобелевская премия, если отвлечься от всякой её торжественности, покоится на открытии динамита, который, как и другие порождения человеческого мозга — будь то расщепление атома или также удостоенная премии расшифровка генов, — принёс миру радости и горести, так и литература несёт в себе взрывчатую силу, даже если вызванные ею взрывы становятся событием не сразу, а, так сказать, под лупой времени и изменяют мир, воспринимаясь и как благодеяние, и как повод для причитаний, — и всё во имя рода человеческого.

## Награды и признание
- Бременская литературная премия (1960; присуждается жюри, но не вручается городом Бремен[32][33])
- Премия немецких критиков[нем.] (1960)
- Премия Георга Бюхнера (1965)
- Медаль Карла фон Осецкого[нем.] (1967)
- Премия Фонтане[нем.] (1968)
- Премия Теодора Хойса[нем.] (1969)
- Премия Фельтринелли (1982)
- Großer Literaturpreis der Bayerischen Akademie der Schönen Künste[англ.] (1994)
- Премия Германа Кестена[англ.] (1995)
- Премия Томаса Манна[нем.] (1996)
- Премия Соннинга (1996)
- Премия Самуила Богумила Линде (1996)
- Премия Ганса Фаллада[нем.] (1996)
- Нобелевская премия по литературе (1999)
- Премия принцессы Астурийской (1999)
- Internationaler Brückepreis[нем.] (2006)
- Премия Эрнста Толлера[нем.] (2007)

В честь Гюнтера Грасса назван астероид (11496) Grass.

### Романы и повести

#### Данцигская трилогия
- Жестяной барабан / Die Blechtrommel (1959, рус. перевод 1985)
- Кошки-мышки / Katz und Maus (1961, рус. перевод 1968)
- Собачьи годы / Hundejahre (1963, рус. перевод 1996)

#### Внецикловые
- Под местным наркозом / Örtlich betäubt (1969, рус. перевод 1984, 2001)
- Из дневника улитки / Aus dem Tagebuch einer Schnecke (1972, рус. перевод 1993)
- Палтус[англ.] / Der Butt (1977)
- Головорождённые или Немцы вымирают[нем.] / Kopfgeburten (1980)[34]
- Крысиха[англ.] / Die Rättin (1986)
- Крик жерлянки / Unkenrufe (1992, рус. перевод 2013)
- Широкое поле / Ein weites Feld (1995)
- Моё столетие / Mein Jahrhundert (1999, рус. перевод 2000)
- Траектория краба / Im Krebsgang (2002, рус. перевод 2002)
- Луковица памяти / Beim Häuten der Zwiebel (2006, рус. перевод 2008)
- Фотокамера / Die Box (2008, рус. перевод под названием «Фотокамера. Истории из тёмной комнаты» 2009)
- Слова Гримм. Жизнеописание / Grimms Wörter. Eine Liebeserklärung. (2010)
- О тленности/конечности / Vonne Endlichkait (2015)

### Рассказы и прочая проза
- Встреча в Тельгте / Das Treffen in Telgte (1979, рус. перевод 1983)
- По пути из Германии в Германию. Дневник 1990 года / Unterwegs von Deutschland nach Deutschland. Tagebuch 1990 (2009)

### Пьесы
- Плебеи репетируют восстание[нем.] / Die Plebejer proben den Aufstand  (1966, не переведена)